# Championnat du Vanuatu de football 2012
Navigation
Édition précédente Édition suivante
La saison 2012 du Championnat du Vanuatu de football est la 5e édition du championnat national, appelé la National Soccer League. La compétition doit théoriquement permettre de confronter les meilleures équipes des différentes provinces de l'archipel, afin de déterminer le représentant du Vanuatu en Ligue des champions de l'OFC, mais cette saison, il ne regroupe que des formations issues de la Ligue de Port-Vila, la capitale.
C'est l'Amicale Football Club, champion de la ligue de Port-Vila et double tenant du titre, qui termine à nouveau en tête de la National Soccer League et se qualifie pour l'occasion pour la Ligue des champions pour la troisième fois de son histoire. 

## Participants
- Amicale Football Club
- Tafea FC
- Spirit 08 FC
- Teouma Academy FC
- Tupuji Imere FC
- Seveners United FC - Promu de D2
- Shepherds United
- Ifira Black Bird FC

## Compétition

### Ligue de football de Port-Vila
Le classement est établi sur le barème de points classique (victoire à 3 points, match nul à 1, défaite à 0). 
| Rang | Équipe                 | Pts | J  | G  | N | P  | Bp | Bc | Diff |
| ---- | ---------------------- | --- | -- | -- | - | -- | -- | -- | ---- |
| 1    | Amicale Football ClubT | 37  | 14 | 12 | 1 | 1  | 50 | 41 | +9   |
| 2    | Tafea FC               | 33  | 14 | 11 | 0 | 3  | 35 | 8  | +27  |
| 3    | Shepherds United       | 23  | 14 | 7  | 2 | 5  | 25 | 24 | +1   |
| 4    | Tupuji Imere FC        | 18  | 14 | 5  | 3 | 6  | 14 | 27 | -13  |
| 5    | Seveners United FCP    | 16  | 14 | 4  | 4 | 6  | 15 | 24 | -9   |
| 6    | Spirit 08 FC           | 15  | 14 | 4  | 3 | 7  | 18 | 20 | -2   |
| 7    | Ifira Black Bird FC    | 10  | 14 | 3  | 1 | 10 | 13 | 40 | -27  |
| 8    | Teouma Academy FC      | 8   | 14 | 2  | 2 | 10 | 13 | 36 | -23  |

|  | Qualification pour la National Soccer League     |
|  | Participation au barrage de promotion-relégation |
|  | T : Tenant du titre P : Promu de Fes Divisen     |

### National Soccer League
| Rang | Équipe                 | Pts | J | G | N | P | Bp | Bc | Diff |
| ---- | ---------------------- | --- | - | - | - | - | -- | -- | ---- |
| 1    | Amicale Football ClubT | 19  | 8 | 6 | 1 | 1 | 20 | 3  | +17  |
| 2    | Tafea FC               | 15  | 8 | 4 | 3 | 1 | 16 | 6  | +10  |
| 3    | Shepherds United       | 9   | 8 | 2 | 3 | 3 | 9  | 17 | -8   |
| 4    | Tupuji Imere FC        | 8   | 8 | 2 | 2 | 4 | 6  | 10 | -4   |
| 5    | Seveners United FCP    | 4   | 8 | 1 | 1 | 6 | 5  | 20 | -15  |

|  | Qualification pour la Ligue des champions de l'OFC 2012-2013 |
|  | T : Tenant du titre P : Promu de Fes Divisen                 |

## Bilan de la saison
| Championnat du Vanuatu de football 2012 |                                  |
| Champion                                | Amicale Football Club (3e titre) |
| Qualifications continentales            |                                  |
| Ligue des champions de l'OFC 2012-2013  | Amicale Football Club            |
| Promotions et relégations               |                                  |
| Promus en PVFA Lik Premia Divisen       | Erakor Golden Star               |
| Relégués en PVFA Lik Fes Divisien       | Teouma Academy FC                |